# ایر باد ۵
ایر باد ۵ (انگلیسی: Air Bud: Spikes Back) فیلمی در ژانر است که در سال ۲۰۰۳ منتشر شد. از بازیگران آن می‌توان به سینتیا استیونسون، ادی مک‌کلرگ، پاتریک کرانشاو، و کاتیا پویک اشاره کرد.